# 泰爾萊希納
50°32′21″N 31°55′23″E / 50.53917°N 31.92306°E
泰爾萊什奇納（羅馬化：Terleshchyna）是位於烏克蘭北部的村莊，由基辅州布羅瓦里區的茲胡里夫卡市鎮負責管轄。該村始建於1939年，面積0.2平方公里，海拔高度127米，2001年人口16，人口密度每平方公里79.2人。